# Urera verrucosa
Urera verrucosa är en nässelväxtart som först beskrevs av Frederik Michael Liebmann, och fick sitt nu gällande namn av Victor W. Steinmann. Urera verrucosa ingår i släktet Urera och familjen nässelväxter. Inga underarter finns listade i Catalogue of Life.